# Hellschuppige Margerite
Die Hellschuppige Margerite (Leucanthemum chloroticum) ist eine Pflanzenart in der Familie der Korbblütler (Asteraceae). 

## Beschreibung

### Vegetative Merkmale
Die Hellschuppige Margerite ist ausdauernde krautige Pflanze und erreicht Wuchshöhen von 20 bis 35 Zentimetern. Sie bildet ein oberflächlich wachsendes Rhizom.
Die aufrechten Stängel sind einfach oder seltener in zwei bis drei Zweige geteilt. Sie sind meist dicht beblättert. Die Grundblätter sind lang gestielt, zur Spitze hin mit drei bis sieben zugespitzten Zähnen. Die keilförmigen unteren Stängelblätter sind 3 bis 4 Millimeter breit; sie verschmälern sich allmählich in einen langen Stiel; ganzrandig oder gegen die Spitze mit drei bis sieben Paar abgespreizten scharfen Zähnen. Die mittleren Stängelblätter sind bei einer Breite von 2 bis 3 Millimetern schmal-linealisch und besitzen einen kürzeren Blattstiel oder sind sitzend; sie haben scharfe Ränder, mit an den Spitzen nach vorne gerichteten Zähnchen oder seltener ganzrandig. Die oberen Stängelblätter sind bei einer Breite von 1 bis 2 Millimetern schmal-linealisch oder sitzend und zumeist ganzrandig.  

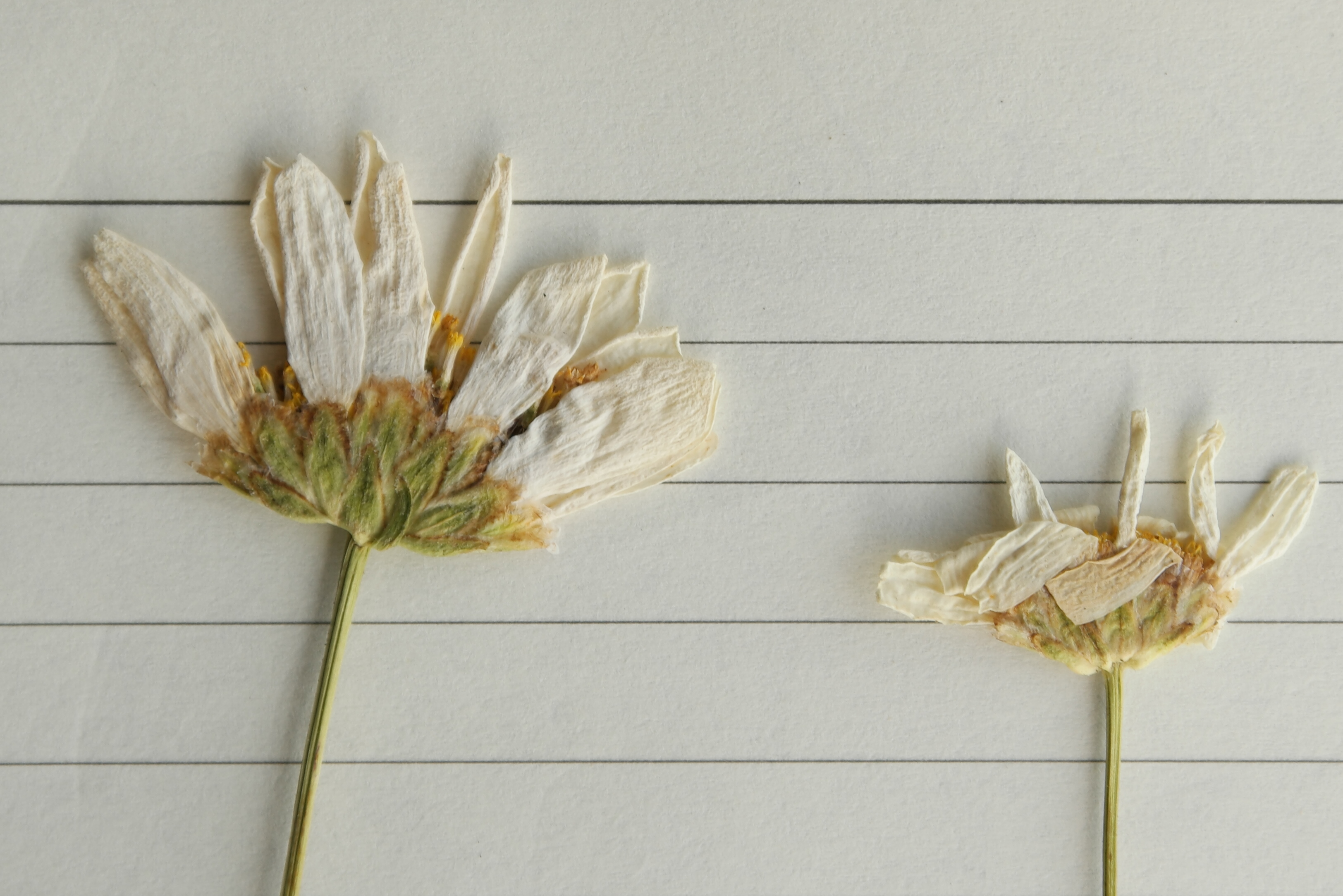
Blütenkörbchen: die hellgrünen Hüllblätter sind namengebendes Kennzeichen

### Generative Merkmale
Die Blütezeit reicht von Juni bis Juli. Am unverzweigten Stängel sitzt endständig nur ein körbchenförmiger Blütenstand. Das Blütenkörbchen ist bei einem Durchmesser von 3 bis 5 Zentimetern relativ groß. Die dachziegelartig angeordneten Hüllblätter sind am Rande meist vollkommen bleich-grün (davon leiten sich Artepitheton chloroticum sowie Trivialname ab), seltener (besonders die inneren derselben) einigermaßen rost-bräunlich berandet und glatt, sowie mit einem gesägten weißlich durchschimmernden Rand. Die Blütenkörbchen enthalten weiße Zungen- und gelbe Röhrenblüten.
Die etwa 3 Millimeter lange und etwa 1 Millimeter breite Achäne ist kahl, glänzend und besitzt acht hervortretende weißlich-durchscheinende längsgerichtete Rippen. Die Vertiefungen zwischen den Rippen sind schwarz.
Die Chromosomengrundzahl beträgt x = 7; es liegt Hexaploidie mit einer Chromosomenzahl von 2n = 54 vor.

### Unterscheidung ähnlicher Arten
Zu ähnlichen Arten wie der Schwarzrandigen Margerite unterscheiden insbesondere die bleich-grünen Hüllblätter.

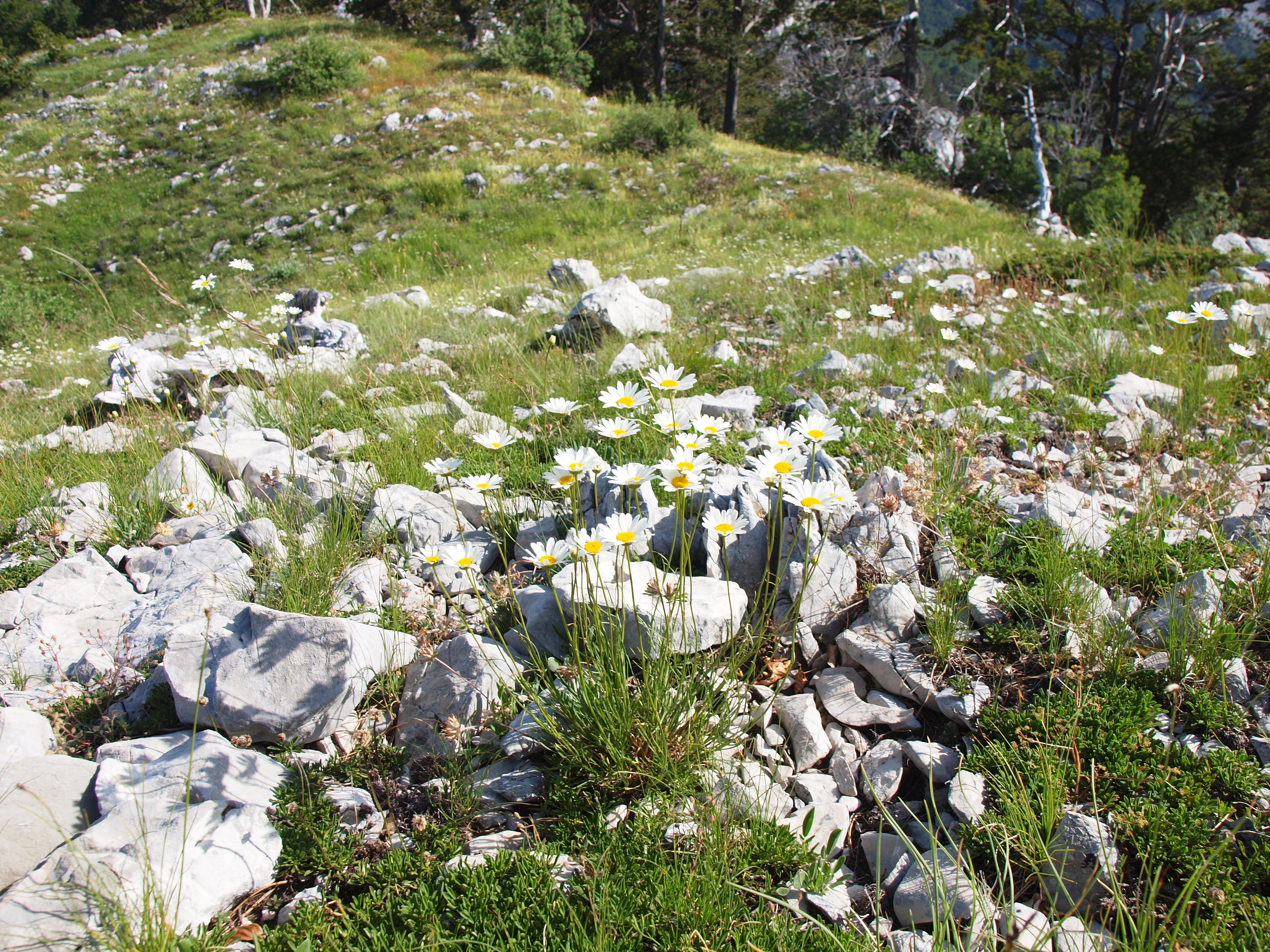
Standort auf windgefegten Grat zwischen dem Vučji zub und der Velika Jastrebica im Orjen

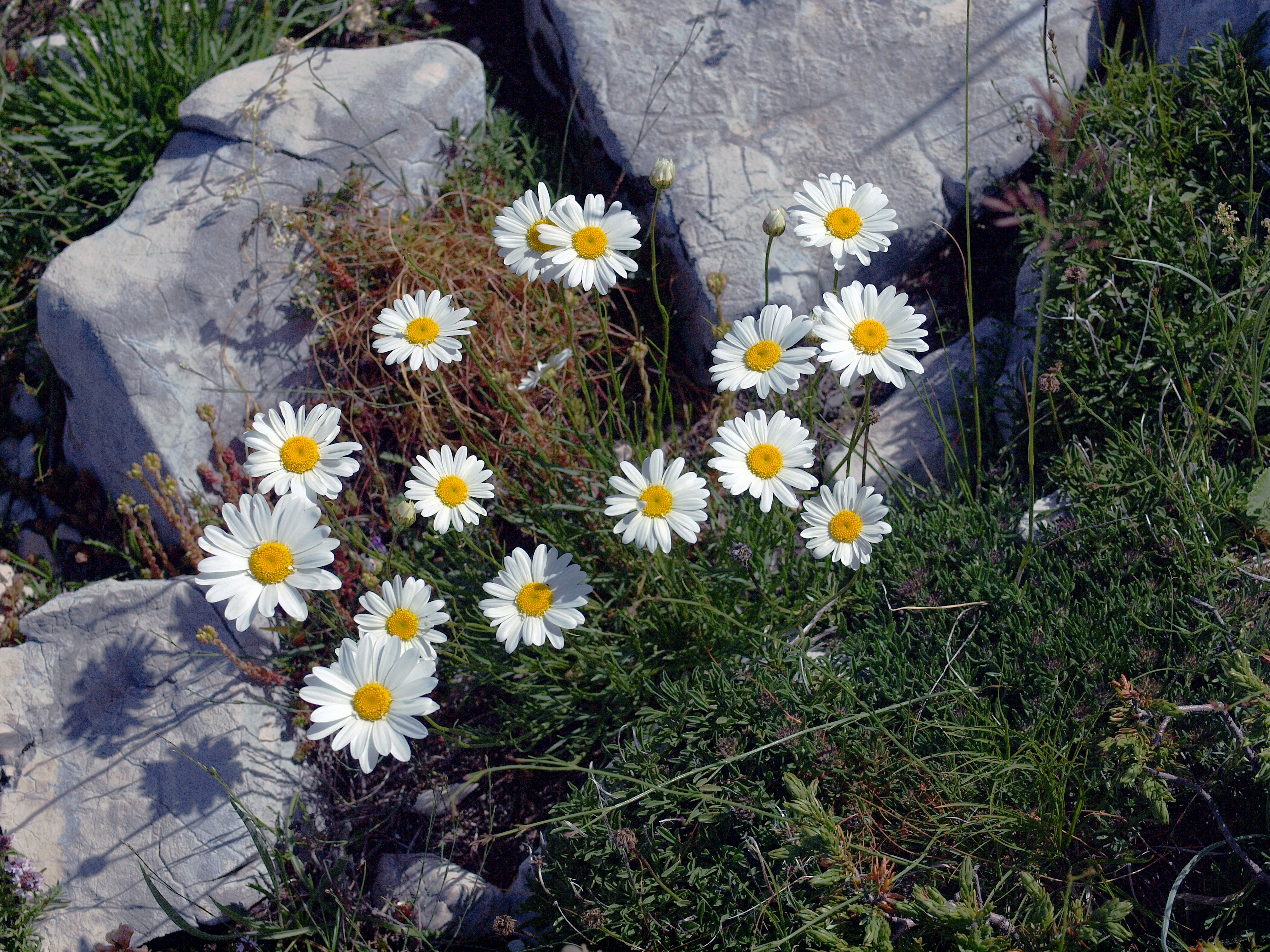
Die Hellschuppige Margerite hat wie alle Margeriten-Arten auffallende Blütenkörbchen

## Vorkommen
Die kalkstete Hellschuppige Margerite ist ein Endemit der (sub-)alpinen Höhenstufe der südöstlichen Dinariden und kommt hier zwischen der Neretva und dem Prokletije-Gebirge im mittleren und südlichen Dalmatien, der Herzegowina und Montenegro vor. Als nördlichster Fundort gilt der Mosor bei Split.
Sie ist eine der Charakterarten alpiner Kalkmagerrasen der Ordnung Crepidetalia dinaricae (u. a. das Oxytropidion dinaricae als Hauptverband) in der europäischen Klasse der Blaugras- und Nacktriedrasen (Elyno-Seslerietea) und tritt insbesondere in folgenden pflanzensoziologischen Assoziationen auf: Edraiantho-Dryadetum octopetalae (Edraiantho serpyllifolii-Dryadetum octopetalae ) und Elyno-Edraianthetum serpyllifolii.
Daneben ist sie auch in den dinarischen Schneetälchen im Verband Salicion retusae (kennzeichnend Salix retusa) vorkommend.
Begleitend sind Dryas octopetala, Gentiana nivalis, Alchemilla hoppeana, Alchemilla flabellata, Anthyllis vulneraria, Aster alpinus, Helianthemum nummularium subsp. grandiflorum, Helianthemum oelandicum subsp. alpestre, Phyteuma orbiculare, Astrantia major, Polygala alpestris; unter den Gräsern treten Carex humilis, Carex kitaibeliana , Carex sempervirens, Festuca bosniaca, Violetter Schwingel (Festuca violacea aggr.), Festuca koritnicensis, Sesleria wettsteinii, Sesleria tenuifolia und Sesleria robusta hervor. Daneben noch: Achillea abrotanoides, Alchemilla velebitica, Allysum scardicum, Allysum scardicum, Asperula dörfleri, Cerastium dinaricum, Crepis dinarica, Dianthus bertisceus, Dianthus bebius, Draba bertiscea, Edraianthus montenerginus, Edraianthus vesovicii, Edraianthus serpyllifolius, Gentianella laevicalyx, Gentianella albanica, Hedysarum silicii, Knautia midzorensis, Onobrychis bertiscea, Oxytropis dinarica, Pedicularis brachyodonta, Pedicularis ernesti-mayeri, Pedicularis malý, Phyteuma pseudoorbiculare, Valeriana pancicci, Viola zoysii und Wulfenia blecicci.
Weiterhin werden Standorte in xerothermen Kalkmagerwiesen in Höhenlagen von 1400 bis 1800 Metern in der pflanzensoziologischen Ordnung Scoronzero-Chrysopogonetalia mit Populationen der Hellschuppigen Margerite bestockt.

## Taxonomie
Leucanthemum chloroticum wurde 1891 von Svante Samuel Murbeck auf dem Velež in einer Höhenlage von etwa 1500 Metern als neue Art entdeckt. Zuvor hatten sie u. a. Pančić (1874) und Pantocsek (1873) vom Orjen als zu Leucanthemeum graminifolium identisch angegeben.
Synonyme für Leucanthemum chloroticum A.Kern. & Murb. sind: Leucanthemum graminifolim auct. balcanicum non (L.) Lam., Leucanthemum graminifolium subsp. chloroticum (A.Kerner & Murb.) Hayek, Leucanthemum atratum subsp. chloroticum (A.Kerner & Murb.) Horvatić.

## Schutz
Leucanthemum chloroticum wurde 1982 vom "European Committee for the Conservation of Nature and Natural Resources" zur Liste der seltenen, bedrohten und endemischen Arten aus dem Raume des ehemaligen Jugoslawiens aufgenommen. In der IUCN-Liste der weltweit gefährdeten Arten wird sie als R = rare bewertet.
In den Roten Listen für Bosnien und Herzegowina wird Leucanthemum chloroticum in der Kategorie gefährdet = endangered eingestuft.